# Winnie van Weerdenburg
Wilhelmina „Winnie” van Weerdenburg, po mężu Rijke (ur. 1 października 1946 w Hadze, zm. 27 października 1998 tamże) – holenderska pływaczka, brązowa medalistka olimpijska z Tokio.
Zawody w 1964 były jej jedynymi igrzyskami olimpijskimi i zajęła trzecie miejsce w sztafecie 4 × 100 metrów stylem dowolnym. Tworzyły ją ponadto Pauline van der Wildt, Toos Beumer i Erica Terpstra.